# Xã Park, Quận Ottawa, Michigan
Xã Park (tiếng Anh: Park Township) là một xã thuộc quận Ottawa, tiểu bang Michigan, Hoa Kỳ. Năm 2010, dân số của xã này là 17.802 người.